# Sturdy (Schiff, 1919)
Die HMS Sturdy (Kennung: H28) war ein Zerstörer der britischen Marine. Noch während des Ersten Weltkrieges in Auftrag gegeben, wurde das Schiff erst nach Kriegsende in Dienst genommen. Der Zerstörer gehörte den elf Zerstörern der S-Klasse, die von dieser ursprünglich 67 Einheiten umfassenden Klasse noch im Zweiten Weltkrieg eingesetzt wurden.

Die Sturdy war das erste Schiff in der Geschichte der Royal Navy, welches diesen Namen erhielt. Der im Juni 1917 bestellte Zerstörer wurde im März 1918 auf der Werft von Scotts Shipbuilding and Engineering Company im schottischen Greenock auf Kiel gelegt und lief am 25. Juni 1919 von Stapel. Sie war das fünfte Zerstörer dieser Klasse, den die Bauwerft fertigte. Die Indienstnahme erfolgte am 15. Oktober 1919.

## Modifikationen
Zwischen 1920 und 1939 in die Reserve versetzt, erfuhr die Sturdy nur wenige Veränderungen. Ursprünglich mit drei 10,2-cm-Geschützen bewaffnet, kam das Heckgeschütz spätestens Juli 1939, im Rahmen der Wiederindienstnahme, von Bord, um auf dem Achterschiff Platz zur Aufnahme von zwei Minenlegeschienen und von bis zu 40 Seeminen zu schaffen. Das Schiff war als Zerstörer mit Minenlegefähigkeiten für die Local Defence Flotilla in Hongkong vorgesehen, die sei Mitte der 1930er Jahre einige Zerstörer der S-Klasse erhalten hatte. Ferner erhielt das Schiff zu Beginn des Jahres 1940 möglicherweise eine ASDIC-Anlage sowie zwei Wasserbombenwerfer. Die ursprüngliche Höchstgeschwindigkeit von 36 kn wurde im Zweiten Weltkrieg nicht mehr erreicht, um 1940 dürfte sie bei bestenfalls noch 30 bis 31 kn gelegen haben.

## Dienstzeit
Wie beinahe alle Schiffe der S-Klasse sah auch die Sturdy nach dem Ersten Weltkrieg nur eine sehr kurze Einsatzzeit. Nach der Abnahme durch die Royal Navy wurde der Zerstörer kurzzeitig der 4th Destroyer Flotilla der Atlantic Fleet zugeteilt. Die von den „Leadern“ Bruce und Grenville geführte Flottille verfügte im November 1919 über dreizehn weitere Zerstörer der S-Klasse und zwei Zerstörer der vorangegangenen R-Klasse.  Bereits 1922 wurde der Zerstörer in die Flottenreserve versetzt und verblieb dort bis zum Juli 1939. Anfangs lag das Schiff in Portsmouth, dann ab 1928 mit über dreißig anderen Zerstören der S-Klasse in Rosyth und schließlich in Plymouth.  Im Kontext der britisch-französischen Garantieerklärung für Polen und der drohenden Kriegsgefahr erfolgte schließlich am 31. Juli 1939 die Wiederindienststellung der mittlerweile stark veralteten Sturdy unter dem Kommando von Lieutenant Commander George T. Cooper.
Anfangs in Portsmouth stationiert, erledigte der Zerstörer verschiedene Sicherungsaufgaben. 

Zusammen mit der im Oktober wieder in Dienst gestellten  Argus verließ Sturdy am 11. November 1939 Devonport. Wegen der schlechten Wetterbedingungen in der Heimat sollte der alte Flugzeugträger britische Trägerpiloten vor Toulon ausbilden, Sturdy sollte ursprünglich durch das Mittelmeer weiter nach Ostasien verlegen.
Der Zerstörer verblieb aber als Sicherungsschiff und Begleiter des Trägers im Mittelmeer. Anfang Juni 1940 brach die Argus kurz vor dem Kriegsbeitritt Italiens die Ausbildung im Mittelmeer ab und verlegte über Gibraltar zurück nach Großbritannien. Sturdy verblieb in Gibraltar und kontrollierte mit der Keppel und vier Zerstörern der V- und W-Klasse den Schiffsverkehr in das Mittelmeer. Es wurden Schiffe der Achsenmächte gesucht und Handelsschiffe neutraler Staaten nach Konterbande durchsucht. Mitte Juni 1940 geleitete Sturdy mit der Sloop Scarborough den 24 Schiffe umfassenden Konvoi HG-34F von Gibraltar nach Plymouth. Der Zerstörer wurde sofort auch bei der Evakuierung alliierter Kräfte eingesetzt und ging mit den Flottillenführer Mackay nach Brest und half ein französisches U-Boot nach Portsmouth zu schleppen. Nach einer kurzen Überholung wurde die Sturdy  in den Western Approaches eingesetzt, um dort ein- und auslaufende Konvois zu eskortieren. Hierbei sicherte der Zerstörer in den nachfolgenden Monaten mehrere Geleitzüge darunter OB-229 und HX 79.

## Verlust
Am 29. Oktober 1940 wurde die Sturdy zur Sicherung des von Sydney (Nova Scotia) nach Liverpool laufenden 40-Schiffe-Geleitzuges SC-8 detachiert. Der Zerstörer gehörte nicht direkt zur Sicherung des Konvois, sondern sollte, von Glasgow aus operierend, den Handelsschiffen in der Nacht des 29./30. Oktober entgegenlaufen. Das Schiff geriet indessen in einen starken Sturm und driftete in der Dunkelheit in nordöstlicher Richtung vom Kurs ab. Gegen 3.00 Uhr morgens lief die Sturdy vor der Westküste der Insel Tiree, nahe Sandaig, auf Felsen auf. Ein Versuch, mit einem Beiboot das Ufer zu erreichen, scheiterte. Das Boot kenterte im Sturm und wurde auf den Felsen zerschlagen, wobei fünf Seeleute ums Leben kamen. Das Drama konnte von der Küste aus beobachtet werden, woraufhin Einwohner von Sandaig unter großem Risiko acht Besatzungsangehörige mit Hilfe einer Hosenboje von Bord holen konnten, darunter auch zwei Verletzte.
Da die Rettungsbemühungen jedoch durch Dunkelheit und Sturm stark erschwert wurden, wurde der Besatzung mit Hilfe einer Morselampe signalisiert, nach Möglichkeit bis zum Tageslicht an Bord des Zerstörers zu bleiben. Obgleich der Kiel des Schiffes noch in der Nacht durchbrach, hielt der Großteil der Besatzung daraufhin an Bord aus. Kurz nach Tagesanbruch kam das Schwesterschiff Sabre heran und konnte die restliche Besatzung, ebenfalls mit Hilfe einer Hosenboje, vom Wrack abbergen. Die Sturdy wurde schließlich vom Sturm völlig zerschlagen. Reste des Schiffes liegen noch heute vor Tiree (Position 56° 29′ N, 6° 59′ W), wobei Trümmer der Bugsektion vom Ufer gesehen werden können.
Zur Erinnerung an die Opfer wurde im Oktober 2010 nahe Sandaig ein Gedenkstein mit Plakette errichtet.